# Лемтранс
Лемтранс — крупнейшая частная транспортно-экспедиторская компания Украины, предоставляющая полный комплекс услуг по перевозке грузов железнодорожным транспортом.
Основными направлениями деятельности являются: организация перевозок собственным подвижным составом, транспортно-экспедиторское обслуживание внутренних и  экспортно-импортных грузоперевозок, ремонт подвижного состава, а также информационное сопровождение движения грузов.
Собственный парк компании составляет более 20 000 единиц подвижного состава. 
Компания представлена филиалом в городе Днепр. Плановые виды ремонта грузовых вагонов осуществляется в арендованных депо г. Волноваха и г. Каменское.
Компания является членом Международной федерации экспедиторских ассоциаций (FIATA), действительным членом Ассоциации Международных Экспедиторов Украины, лицензированным оператором по перевозке грузов собственным (арендованным) подвижным составом.
Стратегия развития компании предусматривает увеличение доли рынка и объемов перевозки грузов, в том числе за счет приобретения новых полувагонов и ремонта существующего парка, а также повышения эффективности использования вагонного парка путём сокращения пустого пробега.

## Руководство
с 2009 г. — Мезенцев Владимир Анатольевич

## Основные показатели
Сегодня ООО «Лемтранс» эксплуатирует более 20 тысяч единиц подвижного состава. 
Годовой объем перевозки по итогам 2017 года составляет 51,9 млн. тонн. 
В компании работает более 700 высококвалифицированных специалистов.
В управлении находились компании: ООО «Донбасское транспортно-промышленное предприятие» (Донпромтранс), которые в настоящее время переходят в структуру «Трансинвест холдинга».
По данным журнала «ТОП-100. Рейтинг лидеров бизнеса Украины», компания «Лемтранс» входит в число крупнейших налогоплательщиков Украины.

### Межрегиональный промышленный союз
В соответствии с долей уставного капитала, «Лемтрансу» на 99 % принадлежит основанный в 2000 г. «Межрегиональный промышленный союз», известный как наибольшая в то время на Украине частная железнодорожная компания, внедрившая ряд масштабных инвестиционных проектов в железнодорожном транспорте, производстве стрелочных переводов, строительстве полувагонов.

## В собственности
100 % уставного капитала Лемтранс принадлежат «Систем Кэпитал Менеджмент». 

## Прибыль
В 2012 году компания впервые включена в рейтинг Deloitte «500 наибольших компаний Центральной Европы», составленный на основе данных о консолидированных прибылях компаний за 2011 финансовый год. «Лемтранс» с прибылью в 550,5 млн евро занял 435 место. Как сообщает Forbes Ukraine, в 2011 г. с грузооборотом более чем 40 млн тонн выручка составила 6,1 млрд грн., прибыль — 754 млн грн.
По данным издания «Зеркало недели», по состоянию на май 2012 г., по оценке ИК «АРТ-Капитал», годовая выручка «Лемтранс» составила около 3,8 млрд грн., чистая прибыль — около 480 млн грн., EBITDA — около 750 млн грн.